# Gaspar Grande
A Gaspar Grande, más néven Gasparee Trinidad és Tobago egyik szigete, a Bocas del Dragón-ban található Bocas-szigetek tagja. Gaspar de Percín-ről nevezték el. Területe 1.29 km². 12 km-re található Port of Spain városától.
A sziget legmagasabb pontja 103 méteren található a tengerszint felett. A szigeten több barlang is található, ilyen például a Gasparee Caves, White Cave, Briodge Cavern, Precipice Cavern.

## Helyek a szigeten
A Point Baliene egy bálnavadász-állomás volt (a neve is erre utal). A Gaspar Grande délnyugati végén található.
A Bombshell Bay a múltról kapta nevét, amikor is egy erőd volt található ezen a területen. Ma a kikapcsolódni vágyók kedvelt célpontja.
A Gasparee Caves Chaguaramas egyik leglátogatottabb helye.
A Gaspar Grandén található még például a Bordel Bay, a Winn's Bay, Goodwill's Bay, St. Madelaine's Bay.

## Fordítás
Ez a szócikk részben vagy egészben  a   Gaspar Grande című angol Wikipédia-szócikk ezen változatának fordításán alapul.  Az eredeti cikk szerkesztőit annak laptörténete sorolja fel. Ez a jelzés csupán a megfogalmazás eredetét és a szerzői jogokat jelzi, nem szolgál a cikkben szereplő információk forrásmegjelöléseként.